# 尼克拉斯·巴克曼
尼克拉斯·巴克曼（Niklas Backman，1988年11月13日—）是一名瑞典职业足球运动员，现在效力于中国足球甲级联赛球队大连一方。

## 俱乐部生涯
巴克曼在家乡的低级别球队斯基积堡开始足球生涯，2008年转会加盟瑞典第二级别球队韦斯比联。2009年夏季，他被瑞典顶级联赛球队AIK签入，不过继续为韦斯比联效力到2009赛季结束。2010年，他正式转投AIK。
2014年2月17日，AIK宣布巴克曼加盟中国足球超级联赛球队大连阿尔滨。

## 国家队生涯
2011年1月19日，巴克曼在瑞典2比1击败博茨瓦纳的友谊赛上演成年国家队的首秀。